# ジークフリート・カッシェ

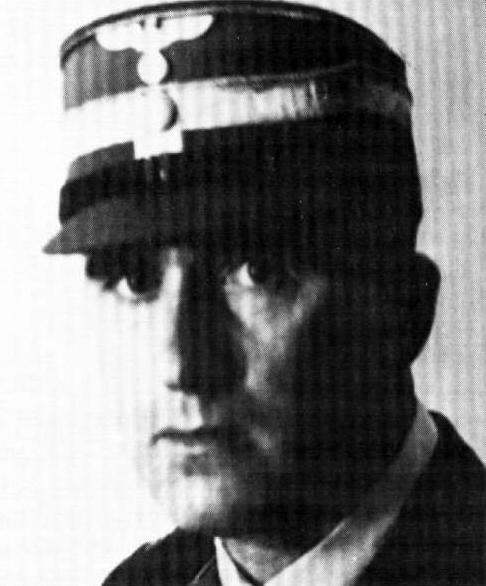
ジークフリート・カッシェ

ジークフリート・カッシェ（ドイツ語: Siegfried Kasche, 1903年6月18日 - 1947年6月7日）は、ナチス・ドイツの外交官、突撃隊の将軍。最終階級は突撃隊大将。クロアチア独立国駐在のドイツ大使を務めた。

## 経歴

### 初期の人生
シュトラウスベルク出身。ポツダムとフェルデの士官候補生学校卒業後、1919年から1920年までベルリンとバルト諸国で義勇軍として活動した。
1925年に突撃隊に入隊する。1926年1月に国家社会主義ドイツ労働者党に入党し、ポンメルンの突撃隊指導者となる。1928年から1931年からオストマルク大管区の副大管区指導者に任命される。1930年9月に国会議員となる。1934年の長いナイフの夜においては、ヘルマン・ゲーリングに異議を申し立てたことにより釈放され難を逃れている 。1936年11月9日に突撃隊大将へ昇進し、1937年11月には突撃隊集団「ハンザ」の指導者となる。

### 駐クロアチア大使
1941年4月から外交官として外務省に配属され、4月15日にクロアチア独立国駐在の大使に任命された。これは外務大臣ヨアヒム・フォン・リッベントロップが親衛隊全国指導者ハインリヒ・ヒムラーの外交的野望を阻もうとする突撃隊と手を組んで親衛隊の暴走に歯止めをかけるためであった 。4月20日にザグレブに到着し、クロアチア独立国におけるユーゴスラビアパルチザンに対する枢軸軍の共同活動を提唱した。またアンテ・パヴェリッチとウスタシャに対して好感を持っており、政策を擁護した。またクロアチア駐在軍政長官であるエトムント・グライゼ＝ホルシュテナウ（Edmund Glaise-Horstenau）と対立した。1944年にクロアチア独立国を連合国軍側に参戦させようとするヴォキッチとロルコヴィッチの反乱（en:Lorković-Vokić plot）が失敗すると、ホルシュテナウが陰謀に関与したと中傷し軍政長官から解任させた。
1944年4月18日に、 "クロアチアは、ユダヤ人問題が解決された国の一つである"とベルリンに報告している。
1941年7月17日に東部占領地域モスクワ国家弁務官区(Reichskommissariat Moskowien）の国家弁務官に任命されることが予定されていたが、東部戦線の戦況変化により任命されずに終わった。

### 処刑
戦後、ユーゴスラビア連邦人民共和国に引き渡され、1947年5月29日にスラヴコ・クヴァテルニクらクロアチア独立国高官たちと共に裁判にかけられ死刑判決を受ける。1947年6月7日に絞首刑に処せられた。

## 文献
- ハインツ・ヘーネ『SSの歴史 -髑髏の結社-』森亮一（訳）、フジ出版社、1981年、ISBN 4-89226-050-9

英語版の参考文献
- Brissaud, André; Mabire, Jean; Odić, Slavko F.; Komarica, Slavko (1977) (in Croatian). Noć i magla: Gestapo u Jugoslaviji. Centar za informacije i publicitet.
- Dizdar, Zdravko; Grčić, Marko; Ravlić, Slaven; Stuparić, Darko (1997) (in Croatian). Tko je tko u NDH. Minerva. ISBN 9536377039.
- Jacobsen, Hans Adolf (1961) (in German). Ausgewählte Dokumente zur Geschichte des Nationalsozialismus, 1933-1945. Verlag Neue Gesellschaft.
- Ernst Klee: Das Personenlexikon zum Dritten Reich. (The Encyclopedia of People of the Third Reich) Revised edition, Frankfurt am Main, 2003, ISBN 3-10-039309-0